# Molekularni sestavljalnik
K. Eric Drexler je opredelil molekularni montažer kot "predlagano napravo, ki lahko vodi kemijske reakcije s postavljanjem reaktivnih molekul z atomsko natančnostjo". Molekularni montažer je neke vrste molekularni stroj. Nekatere biološke molekule, kot so ribosomi, ustrezajo tej opredelitvi. Ti namreč prejemajo navodila iz sporočilne RNK in nato sestavljajo specifična zaporedja aminokislin, da sestavijo beljakovinske molekule. Vendar pa se izraz "molekularni sestavljalnik" običajno nanaša na teoretične naprave, ki jih je izdelal človek.
Od leta 2007 je britanski Svet za inženirske in fizikalne raziskave financiral razvoj ribosomom podobnih molekularnih sestavljalnikov. Jasno je, da so molekularni sestavljalniki v tem omejenem smislu možni. Projekt tehnološkega načrta, ki ga je vodil inštitut Battelle Memorial Institute in je potekal pod okriljem več nacionalnih laboratorijev ZDA, je raziskal vrsto atomsko natančnih tehnologij izdelave, vključno z zgodnjo generacijo in dolgoročnimi možnostmi za programabilno molekularno sestavljanje; poročilo je bilo objavljeno decembra 2007. Leta 2008 je Svet za raziskave na področju inženirstva in fizikalnih znanosti v partnerstvu z Inštitutom za molekularno proizvodnjo med drugim zagotovil financiranje v višini 1,5 milijona funtov za šest let za raziskave, ki si prizadevajo za mehanizirano mehanosintezo.
Podobno se je izraz "molekularni sestavljalec" uporabljal v znanstveni fantastiki in popularni kulturi za številne fantastične nanostroje, ki manipulirajo z atomi, od katerih so mnogi v resnici morda fizično nemogoči. Veliko polemik v zvezi z "molekularnimi sestavljavci" je posledica zmede pri uporabi imena za tehnične koncepte in priljubljene fantazije. Leta 1992 je Drexler uvedel soroden, vendar bolje razumljen izraz "molekularna proizvodnja", ki ga je opredelil kot programirano "kemično sintezo kompleksnih struktur z mehanskim postavljanjem reaktivnih molekul in ne z manipulacijo posameznih atomov".
Ta članek večinoma obravnava "molekularne sestavljavce" v popularnem pomenu besede. Ti vključujejo hipotetične stroje, ki manipulirajo s posameznimi atomi, in stroje s samoreprodukcijskimi sposobnostmi, podobnimi organizmom, mobilnostjo, sposobnostjo uživanja hrane itd. Ti se precej razlikujejo od naprav, ki zgolj (kot je opredeljeno zgoraj) "usmerjajo kemijske reakcije s postavljanjem reaktivnih molekul z atomsko natančnostjo".
Ker sintetični molekularni montažerji niso bili nikoli izdelani in ker je pomen izraza nejasen, je bilo veliko polemik o tem, ali so "molekularni montažerji" mogoči ali pa so le znanstvena fantastika. Zmeda in polemike izhajajo tudi iz njihove uvrstitve v nanotehnologijo, ki je dejavno področje laboratorijskih raziskav, ki se že uporabljajo za proizvodnjo resničnih izdelkov; vendar pa do nedavnega ni bilo nobenih raziskovalnih prizadevanj za dejansko izdelavo "molekularnih sestavljalcev".
Kljub temu je članek skupine Davida Leigha iz leta 2013, objavljen v reviji Science, podrobno opisal novo metodo sinteze peptida na zaporedje specifičen način z uporabo umetnega molekularnega stroja, ki ga vodi molekularna nitka. Ta deluje na enak način kot ribosom, ki gradi beljakovine s sestavljanjem aminokislin v skladu z načrtom sporočilne RNA. Struktura stroja temelji na rotaxanu, ki je molekularni obroč, ki drsi po molekularni osi. Na obroču je tiolatna skupina, ki zaporedno odstranjuje aminokisline z osi in jih prenaša na mesto za sestavljanje peptidov. Leta 2018 je ista skupina objavila naprednejšo različico tega koncepta, v kateri se molekularni obroč premika po polimerni osi, da sestavi oligopeptid, ki se lahko zloži v vijačnico α, ki lahko izvede enantioselektivno epoksidacijo derivata halkona (na način, ki spominja na ribosom, ki sestavi encim). V drugem članku, objavljenem v reviji Science marca 2015, kemiki z Univerze v Illinoisu poročajo o platformi, ki avtomatizira sintezo 14 razredov majhnih molekul s tisočimi kompatibilnimi gradniki.
Leta 2017 je skupina Davida Leigha poročala o molekularnem robotu, ki ga je mogoče programirati za izdelavo katerega koli od štirih različnih stereoizomerov molekularnega izdelka, tako da z nanomehansko robotsko roko premika molekularni substrat med različnimi reaktivnimi mesti umetnega molekularnega stroja. V spremljajočem članku News and Views z naslovom "Molekularni montažer" je bilo opisano delovanje molekularnega robota kot učinkovitega prototipnega molekularnega montažerja.

## Nanofaktorji
Nanofabrika je predlagani sistem, v katerem bi nanostroji (podobni molekularnim montažerjem ali industrijskim robotskim rokam) z mehanosintezo združevali reaktivne molekule za izdelavo večjih atomsko natančnih delov. Te bi nato z mehanizmi različnih velikosti sestavili v makroskopske (vidne), vendar še vedno atomsko natančne izdelke.
Po viziji K. Erica Drexlerja, objavljeni v Nanosystems, bi se tipična tovarna nanooblik prilegla v namizno škatlo: (1992), imenitnem delu "raziskovalnega inženirstva". V devetdesetih letih prejšnjega stoletja so drugi razširili koncept nanofaktur, med drugim Ralph Merkle z analizo konvergentnega sestavljanja nanofaktur, J. Storrs Hall s sistemsko zasnovo replicirajoče arhitekture nanofaktur, Forrest Bishop z "Universal Assembler", Zyvex s patentiranim postopkom eksponentnega sestavljanja in Chris Phoenix (direktor raziskav v Centru za odgovorno nanotehnologijo) z načrtom sistemov na najvišji ravni za "primitivno nanofakturo". Vse te zasnove nanoobratov (in še več) so povzete v 4. poglavju knjige Kinematic Self-Replicating Machines (2004) avtorjev Roberta Freitasa in Ralpha Merkleja. Nanofactory Collaboration, ki sta ga leta 2000 ustanovila Freitas in Merkle, je usmerjeno stalno prizadevanje, ki vključuje 23 raziskovalcev iz 10 organizacij in 4 držav ter razvija praktično raziskovalno agendo, posebej usmerjeno v pozicijsko nadzorovano mehanosintezo diamantov in razvoj diamondoidnih nanofaktur.
Leta 2005 je John Burch v sodelovanju z Drexlerjem posnel računalniško animirani kratki film o konceptu nanofaktur. Takšne vizije so bile predmet številnih razprav na več intelektualnih ravneh. Nihče še ni odkril nepremostljivega problema s temeljnimi teorijami in nihče ni dokazal, da je teorije mogoče prenesti v prakso. Kljub temu se razprava nadaljuje, nekaj je povzeto v članku o molekularni nanotehnologiji.
Če bi bilo mogoče zgraditi nanotehnologije, bi bila ena od številnih možnih negativnih posledic huda motnja v svetovnem gospodarstvu, čeprav bi lahko trdili, da bi ta motnja imela le malo negativnih posledic, če bi vsi imeli takšne nanotehnologije. Pričakovati bi bilo tudi velike koristi. V različnih znanstvenofantastičnih delih so bili obravnavani ti in podobni koncepti. Potencial takšnih naprav je bil del nalog velike britanske študije, ki jo je vodila profesorica strojništva Dame Ann Dowling.

## Samoreplikacija
"Molekularni montažerji" so bili zamenjani s stroji za samoreplikacijo. Za proizvodnjo praktične količine želenega izdelka je za velikost tipičnega univerzalnega molekularnega montažerja iz znanstvene fantastike v nanometrski velikosti potrebno izjemno veliko število takšnih naprav. Vendar pa je mogoče en sam tak teoretični molekularni montažer programirati tako, da se samoreplicira in ustvari veliko kopij samega sebe. To bi omogočilo eksponentno hitrost proizvodnje. Ko bi bila na voljo zadostna količina molekularnih montažnih naprav, bi jih bilo mogoče ponovno programirati za proizvodnjo želenega izdelka. Če pa samoreplikacija molekularnih sestavljalcev ne bi bila omejena, bi to lahko povzročilo konkurenco z naravno prisotnimi organizmi. To se imenuje ekofagija ali problem sive gmote.
Ena od metod gradnje molekularnih sestavljalcev je posnemanje evolucijskih procesov, ki jih uporabljajo biološki sistemi. Biološka evolucija poteka z naključnimi spremembami, ki se kombinirajo z izločanjem manj uspešnih različic in razmnoževanjem uspešnejših različic. Proizvodnja kompleksnih molekularnih sestavljalcev bi se lahko razvila iz enostavnejših sistemov, saj "se vedno ugotovi, da se je kompleksen sistem, ki deluje, razvil iz enostavnega sistema, ki je deloval. . . Kompleksen sistem, ki je bil zasnovan od začetka, nikoli ne deluje in ga ni mogoče popraviti, da bi deloval. Treba je začeti znova, in sicer z delujočim sistemom." Vendar pa večina objavljenih varnostnih smernic vključuje "priporočila proti razvoju ... zasnov replikatorjev, ki omogočajo preživetje mutacij ali evolucijo".
Pri večini zasnov sestavljavcev je "izvorna koda" zunaj fizičnega sestavljavca. Na vsakem koraku proizvodnega procesa se ta korak prebere iz običajne računalniške datoteke in se "razpošlje" vsem sestavljalnikom. Če se kateri koli sestavljalnik znajde zunaj dosega tega računalnika ali če se prekine povezava med tem računalnikom in sestavljalniki ali če je ta računalnik odklopljen, se sestavljalniki prenehajo replicirati. Takšna "arhitektura oddajanja" je eden od varnostnih elementov, ki jih priporočajo "Foresight Guidelines on Molecular Nanotechnology", zemljevid 137-dimenzionalnega prostora za načrtovanje replikatorjev, ki sta ga nedavno objavila Freitas in Merkle, pa ponuja številne praktične metode, s katerimi je mogoče replikatorje varno nadzorovati z dobrim načrtovanjem.

## Razprava o Drexlerju in Smalleyju
Glavni članek: Drexler-Smalleyjeva razprava o molekularni nanotehnologiji
Eden od najbolj odkritih kritikov nekaterih konceptov "molekularnih montažerjev" je bil profesor Richard Smalley (1943-2005), ki je za svoje prispevke na področju nanotehnologije prejel Nobelovo nagrado. Smalley je menil, da takšni sestavljalniki niso fizikalno mogoči, in predstavil znanstvene ugovore proti njim. Njegova dva glavna tehnična ugovora sta bila poimenovana "problem debelih prstov" in "problem lepljivih prstov". Menil je, da bi izključila možnost "molekularnih sestavljalcev", ki bi delovali z natančnim izbiranjem in nameščanjem posameznih atomov. Drexler in sodelavci so na ti dve vprašanji odgovorili v publikaciji iz leta 2001.
Smalley je tudi menil, da bi Drexlerjeva ugibanja o apokaliptičnih nevarnostih samoreplicirajočih se strojev, ki so bili izenačeni z "molekularnimi montažerji", ogrozila javno podporo razvoju nanotehnologije. Za obravnavo razprave med Drexlerjem in Smalleyjem o molekularnih sestavljavcih je časopis Chemical & Engineering News objavil točko in nasprotno stališče, sestavljeno iz izmenjave pisem, ki so obravnavala ta vprašanja.

## Ureditev
Špekulacije o moči sistemov, ki so jih poimenovali "molekularni montažerji", so sprožile širšo politično razpravo o posledicah nanotehnologije. Razlog za to je deloma dejstvo, da je nanotehnologija zelo širok pojem in bi lahko vključevala tudi "molekularne montažerje". Razprava o možnih posledicah fantastičnih molekularnih sestavljavcev je spodbudila pozive k ureditvi sedanje in prihodnje nanotehnologije. Obstajajo zelo resnični pomisleki glede možnega vpliva nanotehnologije, ki se vgrajuje v proizvedene izdelke, na zdravje in okolje. Greenpeace je na primer naročil poročilo o nanotehnologiji, v katerem izraža zaskrbljenost glede strupenosti nanomaterialov, ki so bili vneseni v okolje. Vendar pa je v njem tehnologija "sestavljanja" omenjena le bežno. Britansko Kraljevo društvo in Kraljeva akademija za inženirstvo sta prav tako naročila poročilo z naslovom "Nanoznanost in nanotehnologije: priložnosti in negotovosti" v zvezi z večjimi družbenimi in ekološkimi posledicami nanotehnologije. To poročilo ne obravnava nevarnosti, ki jo predstavljajo potencialni tako imenovani "molekularni sestavljavci".

## Formalni znanstveni pregled
Leta 2006 je Nacionalna akademija znanosti ZDA objavila poročilo o študiji molekularne proizvodnje kot del daljšega poročila z naslovom A Matter of Size: Študijski odbor je pregledal tehnično vsebino nanosistemov in v zaključku navedel, da nobene trenutne teoretične analize ni mogoče šteti za dokončno glede več vprašanj o potencialni zmogljivosti sistema in da optimalnih poti za izvajanje visokozmogljivih sistemov ni mogoče zanesljivo napovedati. Priporoča eksperimentalno raziskavo za izboljšanje znanja na tem področju:
"Čeprav je danes mogoče narediti teoretične izračune, trenutno ni mogoče zanesljivo napovedati morebitnega dosegljivega obsega kemijskih reakcijskih ciklov, stopnje napak, hitrosti delovanja in termodinamične učinkovitosti takšnih proizvodnih sistemov od spodaj navzgor. Zato sčasoma dosegljive popolnosti in zapletenosti proizvedenih izdelkov, čeprav jih je mogoče teoretično izračunati, ni mogoče zanesljivo napovedati. In končno, trenutno ni mogoče zanesljivo napovedati optimalnih raziskovalnih poti, ki bi lahko pripeljale do sistemov, ki močno presegajo termodinamično učinkovitost in druge zmogljivosti bioloških sistemov. Za dosego tega cilja je najprimernejše financiranje raziskav, ki temelji na sposobnosti raziskovalcev, da pripravijo eksperimentalne predstavitve, ki se povezujejo z abstraktnimi modeli in usmerjajo dolgoročno vizijo."

## Siva glina
Eden od možnih predvidenih scenarijev je nenadzorovano samorepliciranje molekularnih sklopov v obliki sive gnojnice, ki za nadaljnje razmnoževanje porablja ogljik. Če se takšno mehansko razmnoževanje ne bi nadzorovalo, bi lahko porabilo celotne ekoregije ali celotno Zemljo (ekofagija) ali pa bi preprosto prehitelo naravne oblike življenja za potrebne vire, kot so ogljik, ATP ali UV svetloba (na katero delujejo nekateri primeri nanomotorjev). Vendar pa scenariji ekofagije in "sive gmote", tako kot sintetični molekularni montažerji, temeljijo na še vedno hipotetičnih tehnologijah, ki še niso bile eksperimentalno dokazane.